# Мирошин, Николай Васильевич
Никола́й Васи́льевич Миро́шин (19 декабря 1923, Кукарск, Сернурский кантон, Марийская автономная область, РСФСР, СССР — 15 июня 1986, Йошкар-Ола, Марийская АССР, РСФСР, СССР) — марийский советский партийный деятель. Первый секретарь Куженерского райкома КПСС Марийской АССР (1965—1971), секретарь Марийского областного Совета профсоюзов (1972—1978). Участник Великой Отечественной войны. Член ВКП(б) с 1943 года.

## Биография
Родился 19 декабря 1923 года в дер. Кукарск ныне Мари-Турекского района Марий Эл в крестьянской семье.
В июле 1941 года призван в РККА. Участник Великой Отечественной войны: в 1941–1944 годах – наводчик, командир орудия 647 артиллерийского полка 229 стрелковой дивизии 64-й армии на Юго-Восточном фронте, комсорг дивизиона, в 1944–1945 годах – оперативный сотрудник отдела «Смерш», старший сержант. В 1943 году принят в ряды ВКП(б). В одном из боёв получил тяжёлое ранение. Демобилизовался в 1946 году в звании младшего лейтенанта. Награждён орденами Отечественной войны I степени, Красной Звезды и медалями, в том числе медалью «За боевые заслуги».
Вернувшись в Марийскую АССР, сразу же заступил на партийную работу: в 1947—1953, 1956—1959 годах — инструктор, заведующий отделом Косолаповского райкома КПСС. В 1956 году окончил Горьковскую партийную школу.
С 1959 года заведовал отделом Сернурского райкома КПСС МарАССР. В 1961 году окончил Высшую партийную школу при ЦК КПСС. В 1965—1971 годах был первым секретарём Куженерского райкома КПСС МарАССР. В 1971 году окончил Нартасский сельскохозяйственный техникум. В 1972–1978 годах — секретарь Марийского областного совета профсоюзов.
В 1967—1975 годах избирался депутатом Верховного Совета Марийской АССР VII и VIII созыва.
Его многолетняя партийная и депутатская деятельность отмечена орденом Трудового Красного Знамени, медалями, а также почётными грамотами Президиумов Верховного Совета РСФСР и Марийской АССР (дважды).
Ушёл из жизни 15 июня 1986 года в Йошкар-Оле.

## Награды
- Орден Трудового Красного Знамени (1971)[1]
- Орден Отечественной войны I степени (06.04.1985)[7][8]
- Орден Красной Звезды (21.03.1944, 31.01.1945)[3][4][5]
- Медаль «За боевые заслуги» (30.11.1943)[3][4][5]
- Медаль «За победу над Германией в Великой Отечественной войне 1941—1945 гг.» (09.05.1945)[3][4][5]
- Медаль «За доблестный труд. В ознаменование 100-летия со дня рождения Владимира Ильича Ленина»
- Почётная грамота Президиума Верховного Совета РСФСР (1965)[1]
- Почётная грамота Президиума Верховного Совета Марийской АССР (1951, 1973)[1]